# Media och brott

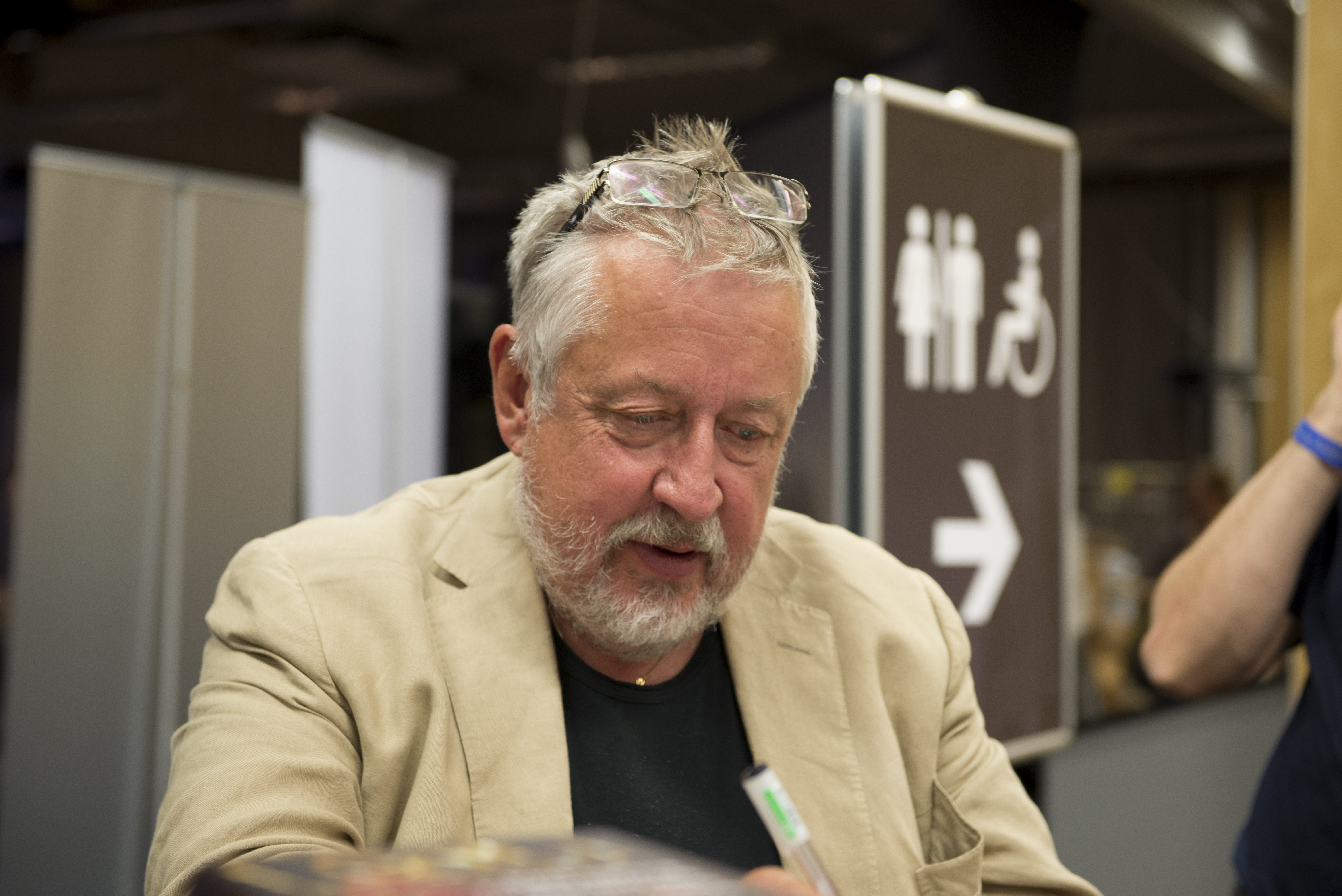
Veckans brott med Leif G.W. Persson är ett exempel på TV-program om kriminalitet. Foto från Bokmässan 2013.

Media och brott är ett fält som studeras inom samhällsvetenskapliga och beteendevetenskapliga ämnen, främst kriminologi men även tvärvetenskapligt. Det som studeras är hur massmedia (TV, radio, tidningar, bloggar, twitter med mera) speglar brottslighetens och straffmätningens uttryck, koder, symboler och praktiker, samt hur detta återanvänds och sammanfogas i en ström av presentationer och simuleringar som producerar och reproducerar normer och föreställningar i ett samhälle. Medierna betydelse som brottskonstruktörer och konstruktörer av sociala problem, samt det samspel som råder mellan medier och kriminalpolitiken, är ett fält som intresserar ett stort antal forskare, däribland Yvonne Jewkes, Chris Greer, Stanly Cohen, Ester Pollack, Richard V. Ericson, Patricia M. Baranek, Janet B. L. Chan, Felipe Estrada, Steve Chibnall med flera.
Forskningen på detta området är ofta kritisk till medias tagna roll som pådrivande för en hårdare kriminalpolitik. I forskningen finns beskrivet hur mediernas tendens till sensationalism kring brott skapar och driver moralpaniker, och att detta används som ett sätt att kontrollera hur allmänheten agerar och skapa politiskt utrymme för en mer restriktiv kriminalpolitik. Högerrealister har inom kriminologin kopplingar till moralpaniken medan vänsterrealister fördömer användandet av moralpanik eftersom de anser att verktyget används för att ändra människors beteenden och uppfattningar.

## Skildring och påverkan
I Sverige har medierna blivit en allt mer central aktör inom kriminalpolitiken och rollen förenar de med att framföra egna synpunkter på kriminalpolitiken, som ofta präglas av pessimism om framtiden, behandlingars funktion och resultat och de sociala åtgärder som sätts in mot brott. Från medierna finns också ett fokus på vad de uppfattar som en utbredd våldskultur bland ungdomar. Genom detta anser forskare att medierna tagit en roll som politiska opinionsbildare på kriminalpolitikens område. Denna utveckling återspeglas även i andra länder, där de moraliska panikerna, ett begrepp myntat av kriminologen Stanly Cohen (1972), är viktiga för att förstå samspelet mellan medier och brott och hur samhället reagerar på brott. Enligt Stanly Cohen och Ester Pollack drivs ofta moralpanikerna av medier med en stor inverkan på politiska beslut. Skildringarna innehåller såväl rapporteringar som politiska uppfattningar med krav på lösningar på den fara som beskrivs har uppstått. Skildringen består ofta av något form av hot, inbillat eller faktiskt, som ges ett stort utrymme i mediarapporteringen och belysningen tvingar politikerna att agera för att inte bli själva bli kritiserade i media. Denna panik väljer Pollak att föreslå kallas "mediapaniker" istället för moralpaniker.
Bland annat kriminologerna Yvonne Jewkes och Steve Chibnall menar att skildringen av brottslighet i media är en av journalistikens mest litterära och dramatiska grenar med en fascination för det avvikande, som innebär att den svindlande känslan av att brutalitet och faror finns mitt i vardagen skildras på ett sätt som medför att gränsen mellan fakta och information å ena sidan och fiktion och underhållning å den andra blir oklar eller till och med helt suddas ut. Jewkes menar att utgångspunkten för mediernas nyhetsvärdering blir i många sammanhang inte samhälleligt utilitaristisk. Istället läggs fokuset främst på egenintresset hos det enskilda mediet att få en ekonomisk vinning genom exempelvis en upplageökning men där publiceringen motiveras i termer av allmänintresse. I den beskrivna processen utvecklas nyhetsrapporteringen till en produkt som kommersiellt säljs, enligt forskare; förmedlingen av brott blir förenklad, det finns ett moment av oförutsägbarhet, händelsen förläggs nära konsumenten med en inbyggd riskdeklaration ("det kan hända dig också") och i vissa fall omformas till spektakel ("Kl. 10.40 tog terrorn över. Mobben skrek: Ta dom för fan"). I rapporteringarna är våldet, risken och ett dikotomiskt ("vi och dom") perspektiv central av den dramatiska förmedlingen. Det är främst händelser som är anmärkningsvärda och unika som rapporteras och ges oproportionerlig belysning medan vardagsbrottsligheten sällan eller aldrig rapporteras om i media. En konsekvens av denna rapportering, som forskarna lyft, är att den medför att upplevda risken att utsättas för grova brott kan överskattas och generellt uppfattas som ett mer omfattande problem än det är, med en ökad rädsla för brott som konsekvens. Jerzy Sarnecki menar att det finns en risk att underlaget för beslut rörande hantering av brottsligheten ofta är bristfälliga, bland annat beroende på den selektiva mediarapporteringen som förekommer.

## Konstruktion av stereotyper
Jewkes med flera menar, likt forskare med postmodernistiskt perspektiv, att dagens mediasamhälle representeras av pluralism, interaktivitet och ett större utbud av TV-kanaler och fler nyhetsförmedlare. Samtidigt visar forskningen av Jewkes, som byggt vidare på Steve Chibnalls resultat, hur etniska, sexuella och kulturella stereotyper har intensifierats i takt med dagens mediasamhälles kommersialisering. I program som exempelvis Efterlyst och COPS, där brott kommersialiseras och omvandlas till underhållning, är det ofta ”utländsk härkomst” som lyfts fram vid beskrivningen av gärningsmännen, men även social klass är en viktig del i beskrivningen (det senare gäller i synnerhet underhållningsprogrammet COPS). Detta förhållande speglar media i generella drag och till stora delar samhällsdebatten. Uppfattningen är att utländsk härkomst är en viktig faktor vid brott och med invandrare avses i debatten och nyhetsrapporteringarna personer som kommer från utomnordiska länder, företrädesvis utomeuropeiska, icke vita. Denna bild ges i ett annat perspektiv i en sammanställning av Brottsförebyggande rådet i sin rapport Brottslighet bland personer födda i Sverige och i utlandet. Bland de utrikes födda som är misstänkta/registrerade för brott är det nordbor (personer från Finland, Norge och Danmark) som är den dominerande gruppen. Gruppen nordbor står för uppemot 50 procent av alla de brott invandrare ansvarade för. I debatten om etnicitet handlar det alltså om kriminogena faktorer och de överrisker som följer med dem. 
Uppsalapolisens publicering av gripnas härkomst via Twitter har kritiserats av kriminologen Jerzy Sarnecki som anser att ifall relevans saknas för sådan publicering ska etnicitet inte påtalas.

## Falska bilder och reproduktion av egenskaper
I bland annat den massmediala beskrivningen förekommer uppräknadet av egenskaper hos enskilda kriminella eller kriminella grupper. Forskning av Lewis Yablonsky visar att vanliga egenskaper som tillskrivs "gäng" är antalet medlemmar, absoluta definitioner, enskilda roller och karaktäristika, värderingar och interna lagar. I beskrivningen återfinns också ett tydligt ledarskap för gruppen. Denna mediabild menar Yablonsky är falsk eftersom dessa egenskaper oftast inte finns i ungdomsgrupper. Han menar, vilket följer det stämplingsteoretiska perspektivet, att förväntningarna att finna dessa egenskaper i ungdomsgruppen och beskrivningen av att dessa egenskaper finns hos ungdomsgrupper, medför att dessa egenskaper uppkommer, internaliseras och förstärks i gruppen som beskrivits, samt ökar gängsammanhållningen. Han lyfter att polisens, socialarbetarnas och mediernas förväntningar lätt kan bli självuppfyllande profetior. Individen som blir stämplade löper större risk att utveckla en kriminell identitet och påbörja en långvarig kriminell karriär.

### Notförteckning
1. 1 2 3 4 5  Jewkes 2004.
2. 1 2  Greer 2010.
3. 1 2  Cohen 2002.
4. 1 2 3 4  Pollack 2001.
5. ↑  Ericson, Baranek & Chan 1987.
6. 1 2  Ericson, Baranek & Chan 1991.
7. ↑  Estrada 1999.
8. 1 2  Chibnall 1977.
9. 1 2 3 4  Sarnecki 2009.
10. ↑  Martens & Holmberg 2004.
11. ↑  TT (Twittrande poliser får kritik). ”Twittrande poliser får kritik”. UNT. http://www.unt.se/sverige/twittrande-poliser-far-kritik-1786871.aspx. Läst 3 juli 2012.
12. ↑  Yablonsky 1962.

### Källförteckning
- Cohen, Stanly (2002) (på engelska). Folk Devils and Moral Panics: The Creation of the Mods and Rockers (tredje). London: Routledge. Libris 8658278. ISBN 0-415-26712-9
- Ericson, Richard V.; Baranek, Patricia M.; Chan, Janet B. L. (1987) (på engelska). Visualizing Deviance: A Study of News Organization. Milton Keynes: Open University Press. Libris 4841239. ISBN 0-335-15514-6
- Ericson, Richard V.; Baranek, Patricia M.; Chan, Janet B. L. (1991) (på engelska). Representing Order: Crime, Law, and Justice in the News Media. Toronto: University of Toronto Press. Libris 4840749. ISBN 0-335-09752-9
- Estrada, Felipe (1999). Ungdomsbrottslighet som samhällsproblem: utveckling, uppmärksamhet och reaktion. Stockholm: Stockholms universitet. Libris 7611647. ISBN 91-7153-992-1
- Greer, Chris (2010) (på engelska). Media and Crime: A Reader. London: Routledge. Libris 10970726. ISBN 978-0-415-42239-0
- Martens, Peter; Holmberg, Stina (2005) (på Svenska). Brå rapport 2005:17, Brottslighet bland personer födda i Sverige och i utlandet. Stockholm: Brottsförebyggande rådet. Libris 10051403. ISBN 91-38-32228-5. http://www.bra.se/download/18.cba82f7130f475a2f1800012697/2005_17_brottslighet_bland_personer_fodda_sverige_och_utlandet.pdfBrå rapport 2005:17,
- Pollack, Ester (2001). En studie i medier och brott. Stockholm: Institutionen för journalistik, medier och kommunikation, Stockholms universitetet. Libris 8381545. ISBN 91-88354-22-9. http://su.diva-portal.org/smash/record.jsf?pid=diva2:234491
- Sarnecki, Jerzy (2009). Introduktion till kriminologi (andra). Lund: Studentlitteratur. sid. 609. Libris 11459715. ISBN 978-91-44-04858-1. http://libris.kb.se/bib/11459715
- Jewkes, Yvonne (2004) (på engelska). Media and Crime. London: Sage. Libris 9485285. ISBN 0-7619-4764-7. http://books.google.se/books?id=7rSICweU5QYC&hl=sv&source=gbs_ViewAPI&printsec=frontcover&redir_esc=y#v=onepage&q&f=false
- Yablonsky, Lewis (1962) (på engelska). The Violent Gang. New York. Libris 1531996